# Euphaedra bergeri
Euphaedra bergeri är en fjärilsart som beskrevs av Jacques Hecq 1974. Euphaedra bergeri ingår i släktet Euphaedra och familjen praktfjärilar. Inga underarter finns listade i Catalogue of Life.